# Виктор Херви, 6-й маркиз Бристоль
Виктор Фредерик Кокрейн Херви, 6-й маркиз Бристоль (англ. Victor Frederick Cochrane Hervey, 6th Marquess of Bristol; 6 октября 1915 — 10 марта 1985) — британский аристократ, наследственный пэр и бизнесмен. Он был членом Палаты лордов, канцлером Международной монархической лигии активным бизнесменом, который позже стал налоговым эмигрантом в Монако.
Виктор Херви был единственным сыном Герберта Херви, 5-го маркиза Бристоля. В 1930-х годах он приобрел печально известную репутацию плейбоя и мелкого преступника, кульминацией которого стало его заключение в тюрьму за кражу ювелирных изделий в 1939 году. Он унаследовал маркизат после смерти своего отца в 1960 году и приобрел большое состояние благодаря этому и своим деловым отношениям. Он был женат трижды и является отцом Джона Херви, 7-го маркиза Бристоля, Фредерика Херви, 8-го маркиза Бристоля, лорда Николаса Херви, леди Виктории Херви и леди Изабеллы Херви. Он провел свои последние годы в Монако, чтобы избежать подоходного налога, со своей третьей женой и тремя младшими детьми.

## Ранняя жизнь
Виктор Херви родился 6 октября 1915 года, единственный сын лорда Герберта Херви, впоследствии 5-го маркиза Бристоля (1870—1960), и леди Джин Элис Элейн Кокрейн (1887—1955), дочери Дугласа Кокрейна, 12-го графа Дандональда, и Уинифред, графини Дандональд. Его крестной матерью была королева Испании Виктория Евгения.
Он получил образование в Итонском колледже и Королевском военном колледже в Сандхерсте, но его попросили покинуть последний из-за плохого темперамента.
До 1951 года у него не было титула, так как его отец был младшим сыном и унаследовал семейные титулы и поместья от своего старшего брата в том же году.

## Преступление и тюрьма
Виктор Херви участвовал в совершении кражи и мелкие преступления, будучи молодым человеком, он был назван «Розовая пантера» своего времени и главарь банды, бывшего в государственной школе для мальчиков известного как Мейфэрские плейбои, который напал и ограбил ювелира от Картье, в результате чего двое из них (но не Херви) были приговорены к наказанию кошкой-девятихвосткой. Херви-видимому, не на самом деле принял непосредственное участие в том, что ограбление сам. Было сказано, что его помнят главным образом за участие в ограблении драгоценностей, которого он на самом деле не совершал, хотя и был осужден за аналогичное преступление в том же десятилетии и в той же части Лондона (Мейфэр).
В июле 1939 года Виктор Херви был арестован и обвинен в краже драгоценностей, колец и норковой шубы на общую сумму 2500 фунтов стерлингов из помещения на Квин-стрит, Мейфэр, и 2860 фунтов стерлингов драгоценностей из дома на Парк-лейн. Ему было отказано в залоге, и он был заключен в тюрьму на три года . Секретарь суда заметил: «Путь преступника-любителя труден. Но путь профессионала губителен». Позже он продал газете статью о своей жизни и подвигах. Его отец, который вел респектабельную жизнь, как и все мужчины семьи Херви с викторианской эпохи, расплакался, услышав приговор.

## Деловые отношения
До получения своего трастового дохода Виктор Херви объявил о банкротстве в 1937 году с долгами в размере 123 955 фунтов стерлингов (сегодня примерно 8,18 миллиона фунтов стерлингов). Он продавал оружие во время гражданской войны в Испании обеим сторонам, надеясь получить 30 000 фунтов стерлингов в качестве взятки, которая провалилась и привела к долгам. Тем не менее он продолжал заниматься торговлей оружием и был главным агентом Франко в течение многих лет. Маркиз Бристоль сколотил состояние, как унаследованное, так и заработанное, по оценкам, превышающее 50 миллионов фунтов стерлингов.
В 1941 году Виктор Херви утверждал, что был указан в секретном документе, написанном Генрихом Гиммлером, как враг Третьего рейха, но нет никаких доказательств того, что такой документ когда-либо существовал.
С 1951 года он носил титул учтивости — граф Джермин, под которым он был известен до наследование титула маркиза Бристиоля в 1960 году, когда он стал также графом Бристолем и барон Херви из Икворта в Саффолке, потомственным верховным стюардом Свободы Бери-Сент-Эдмундс и покровителем тридцати бенефициаров англиканской церкви с земельными поместьями в Саффолке, Эссексе, Линкольншире и Доминике в Вест-Индии.
В 1973 году он был зарегистрирован как имеющий множество деловых интересов, с поместьями в Саффолке, Линкольншире и Эссексе. Затем он был председателем Sleaford Investments Limited, Eastern Caravan Parks Ltd., Estates Associates Ltd., Ickworth Forestry Contractors Ltd., Cyprus Enterprises Co., V. L. C. Associates Ltd., Маркиза Бристоля и Ко, издательской компании Бристоля, Radio Maria Ickworth Automatic Sales Ltd., Bristol International Airways Ltd., Dominca Enterprises Co., World Liberty Plots и других компаний. Он владел конезаводом Икворт, Саффолк, и поместьями Эмеральд Хиллсайд в Доминике.
Когда-то он был президентом Национальной ассоциации яхт-гавани, членом яхт-клуба Палаты лордов, клуба Херлингемаи клуба Ист-Хилл, Нассау, Багамы.

## Семья
6 октября 1949 года мистер Виктор Херви, как тогда назывался будущий маркиз Бристоль, женился на Полин Мэри Болтон (? — 2 сентября 1996), дочери Герберта Коксона Болтона. Супруги развелись в 1959 году. У них был один сын, Фредерик Уильям Джон Август Херви, 7-й маркиз Бристоль (15 сентября 1954 — 10 января 1999), который женился на Франческе Фишер в 1984 году (и развелся в 1987 году).
По словам друзей последнего, лорд Бристоль, как утверждалось, был суровым отцом своему старшему сыну. «Он относился к своему сыну и наследнику с безразличием и презрением», — сказал Энтони Хейден-Гест. Маркиз Блэндфорд подвел итог этим отношениям: «Виктор создал монстра, которым стал Джон».
23 апреля 1960 года, через восемнадцать дней после смерти своего отца, он женился вторым браком на леди Джульетте Вентворт-Фицуильям (род. 24 января 1935), дочери Питера Вентворт-Фицуильяма, 8-го графа Фицуильяма (1910—1948), которая была на двадцать лет моложе его. Семья Фицуильямов была недовольна этим браком из-за репутации Виктора . Пара развелась в 1972 году, родив одного сына, лорда Николаса Херви (26 ноября 1961 — 26 января 1998), и одну дочь, леди Энн Херви (мертворожденная, 26 февраля 1965 года). Оба брака распались из-за неверности Виктора; леди Джульетта впоследствии сказала: «Если вы хотите трахаться с проститутками, когда вы женаты, вы чертовски уверены, что вас не поймают».
Его третьей женой была Ивонн Мари Саттон (род. 1945), на которой он женился 12 июля 1974 года в Какстон-холле . У них родились трое детей:
- Леди Виктория Фредерика Изабелла Херви (род. 6 октября 1976)
- Фредерик Уильям Август Херви, 8-й маркиз Бристоль (род. 19 октября 1979)
- Леди Изабелла Фредерика Луиза Херви (род. 9 марта 1982), она вышла замуж за Кристофа де Паув[4].

Джон Херви, граф Джермин, старший сын Виктора, не любил Ивонн и был расстроен третьим браком отца, Джон и и вместе со своим братом лордом Николасом безуспешно судился со своим отцом, после того как его завещание назвало Ивонну и её детей своими основными бенефициарами.

## Монако и другие интересы
В начале 1979 года маркиз Бристоль со своей третьей женой и маленькими детьми переехал в Монте-Карло в качестве налогового изгнанника. Сообщается, что перед отъездом он приспустил флаг Союза в своем доме в Белгравии, поклявшись никогда больше не ступать на английскую землю. Хотя он жил в Монте-Карло в квартире, он продолжал нанимать дворецкого и няню.
Маркиз Бристоль был вице-президентом Союза налогоплательщиков Великобритании, был членом Вест-Индского комитета и считался экспертом по делам Центральной Америки. Он также был вице-президентом Англоязычного союза (Восточный регион) и щедрым донором Корпуса скорой помощи в Северной Ирландии.
До своей смерти он был членом Международной монархической лиги, присоединившись к её Большому совету в 1964 году, с этого времени он также стал покровителем. В 1975 году он был избран канцлером Лиги. Он также был давним членом Консервативного клуба понедельника.
Маркиз Бристоль был покровителем искусств и коллекционером, признанным авторитетом в области Лоуренса Альма-Тадемы и Джеймса Тиссо, а также «любителем искусства и красоты во всех ее формах». На момент своей смерти он приобрел значительное количество произведений искусства XIX века.

## Смерть
6-й маркиз Бристоль скончался в Монако 10 марта 1985 года в возрасте 69 лет и был похоронен в Ментоне, Франция. На его могиле был начертан его девиз «Je n’oublieray jamais» («Я никогда не забуду»). На момент своей смерти он жил по адресу 1Е Форментор, авеню принцессы Грейс, Монте-Карло.
30 августа в Лондоне было выдано завещание на имущество маркиза Бристоля в Англии и Уэльсе стоимостью всего 7 508 фунтов стерлингов. Его имя было указано как «Достопочтенный маркиз Виктор Фредерик КОКРЕЙН».
В октябре 2010 года последний оставшийся в живых сын Бристоля, Фредерик Херви, 8-й маркиз Бристоль, репатриировал останки своего отца, которые были перезахоронены в семейном склепе в приходской церкви Икворта после поминальной службы в церкви Святого Леонарда, Хорринджер в Саффолке.